# ابی، الماتی
ابی، الماتی (به لاتین: Abay, Almaty) در قزاقستان با جمعیت ۱۰٬۴۳۹ نفر است که در استان الماتی واقع شده‌است.